# Jan Mrvík
Jan Mrvík (29 de marzo de 1939-27 de mayo de 2023) fue un deportista checoslovaco que compitió en  remo.
Participó en los Juegos Olímpicos de Tokio 1964, obteniendo una medalla de bronce en la prueba de ocho con timonel. Ganó una medalla de bronce en el Campeonato Europeo de Remo de 1963.

## Palmarés internacional
| Juegos Olímpicos   | Juegos Olímpicos       | Juegos Olímpicos  | Juegos Olímpicos |
| Año                | Lugar                  | Medalla           | Prueba           |
| ------------------ | ---------------------- | ----------------- | ---------------- |
| 1964               | Tokio (Japón)          | Medalla de bronce | Ocho con timonel |
| Campeonato Europeo |                        |                   |                  |
| Año                | Lugar                  | Medalla           | Prueba           |
| 1963               | Copenhague (Dinamarca) | Medalla de bronce | Ocho con timonel |